# 李淑珍 (1915年)
李淑珍（1915年10月—2022年3月11日），湖南平江人，迄今为止发现的最年长的日军慰安妇制度受害者。

## 生平
1915年10月，生于今湖南省岳阳市平江县。1944年，日军侵犯平江，前三次，李淑珍和村民上山躲避，同时日本兵也并未进村扫荡。第四次时，李淑珍未上山躲避，只能躺在床上装病。日军将其关押在山脚的江家洞村的屋子里，同时被关的，还有同村的七八名妇女。日军对她进行性暴力，稍有不满就拳脚相加。几天后，被转移至日军据点，直到李淑珍身体无法承受日军蹂躏才被遗弃，后被家人发现救回一命。
2022年3月11日16时40分，李淑珍在湖南省平江县逝世，终年108岁。